# 2018-as holland labdarúgó-szuperkupa
A 2018-as kiírás volt a Szuperkupa 29. döntője és azon belül a 23. Johan Cruijff-kupa.
A döntőt augusztus 4-én rendezték meg. A helyszín a Szuperkupa történetében először Eindhovenben volt,  a PSV stadionjában a Philips Stadionban. A döntő két résztvevője a bajnok és hazai csapat PSV Eindhoven és a kupagyőztes Feyenoord voltak. Ez volt az 5. Szuperkupa-döntő amelyet ezen két csapat játszott egymás ellen. Az előző négyből hármat a PSV csapata nyert meg. A Feyenoord megvédte előző évben szerzett kupagyőzelmét, története negyedik sikerét szerezve a kiírásban.
A holland szuperkupa történetében ez volt az első gól nélküli mérkőzés. Ezt a döntőt az addigiaktól eltérően rendezték meg, rendes játékidő nem hozott döntést így azonnal jöttek a büntetők és a hosszabbítás elmaradt.

## Döntő
| 2018. augusztus 4. 18ː00 |

| PSV Eindhoven                                                             | 0 – 0               | Feyenoord                                                             |
| ------------------------------------------------------------------------- | ------------------- | --------------------------------------------------------------------- |
|                                                                           | (0 – 0) Jegyzőkönyv |                                                                       |
| Büntetőpárbaj                                                             |                     |                                                                       |
| Pereiro Hendrix Schwaab Luuk de Jong Lozano Mauro Júnior Angeliño Rosario | 5-6                 | Van der Heijden Berghuis Vente Larsson Vilhena Verdonk Amrabat Clasie |

| Philips Stadion, Eindhoven Nézőszám: 31.000 Játékvezető: Serdar Gözübüyük (holland) |

| PSV | Feyenoord |

| PSV:            |    |                      |  |     |
|                 |    |                      |  |     |
| GK              | 1  | Jeroen Zoet          |  |     |
| RB              | 22 | Denzel Dumfries      |  |     |
| CB              | 2  | Daniel Schwaab       |  |     |
| CB              | 4  | Nick Viergever       |  |     |
| LB              | 6  | Angeliño             |  | 56' |
| CM              | 18 | Pablo Rosario        |  |     |
| CM              | 7  | Gastón Pereiro       |  |     |
| CM              | 8  | Jorrit Hendrix       |  |     |
| LW              | 17 | Steven Bergwijn      |  | 83' |
| CF              | 9  | Luuk De Jong (c)     |  |     |
| RW              | 8  | Donyell Malen        |  | 59' |
| Cserék:         |    |                      |  |     |
| CB              | 2  | Nicolas Isimat-Mirin |  |     |
| CB              | 3  | Derrick Luckassen    |  |     |
| CF              | 10 | Maximiliano Romero   |  |     |
| RW              | 11 | Hirving Lozano       |  | 59' |
| GK              | 13 | Eloy Room            |  |     |
| CM              | 16 | Dante Rigo           |  |     |
| LW              | 20 | Cody Gakpo           |  |     |
| CM              | 23 | Bart Ramselaar       |  |     |
| RW              | 29 | Albert Guðmundsson   |  |     |
| CM              | 32 | Michal Sadílek       |  |     |
| CB              | 33 | Jordan Teze          |  |     |
| LW              | 47 | Mauro Júnior         |  | 83' |
| Vezetőedző:     |    |                      |  |     |
| Mark van Bommel |    |                      |  |     |

| Feyenoord:               |    |                          |     |     |
|                          |    |                          |     |     |
| GK                       | 22 | Justin Bijlow            |     |     |
| RB                       | 29 | Calvin Verdonk           | 78' |     |
| CB                       | 6  | Jan-Arie van der Heijden |     |     |
| CB                       | 33 | Eric Botteghin           |     |     |
| LB                       | 28 | Jerry St. Juste          | 50' | 85' |
| CM                       | 10 | Tonny Vilhena            |     |     |
| CM                       | 8  | Jordy Clasie             |     |     |
| CM                       | 28 | Jens Toornstra           |     | 62' |
| RW                       | 11 | Sam Larsson              |     |     |
| CF                       | 32 | Robin van Persie (c)     |     | 84' |
| LW                       | 19 | Steven Berghuis          |     |     |
| Cserék:                  |    |                          |     |     |
| GK                       | 1  | Kenneth Vermeer          |     |     |
| GK                       | 30 | Ramón ten Hove           |     |     |
| DF                       | 2  | Bart Nieuwkoop           |     | 85' |
| DF                       | 3  | Sven van Beek            |     |     |
| DF                       | 15 | Tyrell Malacia           |     |     |
| DF                       | 38 | Lutsharel Geertruida     |     |     |
| MF                       | 21 | Szofjan Amrabat          |     | 62' |
| MF                       | 23 | Orkun Kökçü              |     |     |
| MF                       | 35 | Wouter Burger            |     |     |
| FW                       | 7  | Jean-Paul Boëtius        |     |     |
| FW                       | 27 | Mohamed El Hankouri      |     |     |
| FW                       | 34 | Dylan Vente              |     | 84' |
| Vezetőedző:              |    |                          |     |     |
| Giovanni van Bronckhorst |    |                          |     |     |

## Egyéb
- Holland labdarúgó-szuperkupa